# زهرة نعمتي
زهرة نعمتي (بالفارسية: زهرا نعمتی) هي رامية قوس ورمح بارالمبية إيرانية ولدت في يوم 30 أبريل 1985 في مدينة كرمان في إيران، بدأت حياتها كلاعبة تايكواندو قبل أن تصاب بحادث سيارة مما لتوجهها نحو الرماية، مثلت نعمتي إيران في دورة الألعاب البارالمبية الصيفية 2012 في لندن وفازت بالميدالية الذهبية في الرمي الفردي النسائي وفازت بالبرونزية في الرمي الجماعي وستمثل إيران أيضاً في دورة الألعاب البارالمبية الصيفية 2016 وأيضاً في الألعاب الأولمبية الصيفية 2016 في ريو دي جانيرو حيث كانت حاملة العلم الإيراني فيه.
لتصبح أول امرأة إيرانية من ذوي الاحتياجات الخاصة تفوز بالالعاب الاولومبية .

## السيرة المهنية الرياضية
في مباريات مختفلة متكررة للسيدات ، احتلت نعمتي المركز الأول في جولة الترتيب برصيد 613 وانتقلت إلى الجولة  الـ16 حيث تغلبت على ماريانجيلا بيرنا الإيطالية بنتيجة 6-0. في الدور ربع النهائي هزمت التركية Gizem Girismen مرة أخرى بنتيجة 6-0 وتقدمت إلى مباراة الميدالية الذهبية وفازت  في الدور قبل النهائي على الإيطالية فيرونيكا فلورينو بنتيجة 6-0. واجهت زهرة نعمتي Elisabetta Mijno من إيطاليا في المباراة النهائية وحصلت على الميدالية الذهبية بفوزها بنتيجة 7-3، أهدت ميداليتها الذهبية إلى كل الناس الذين دعوا لها لتحقيق هذا النجاح.
في عودة فريق السيدات للألعاب، كانت نعمتي جزءًا من المنتخب الإيراني إلى جانب راضية شيرمحمدي وزهرة جافا نمار. احتل الفريق المركز الثاني وكانت النتيجة 1646 نقطة وهزم جمهورية التشيك في الدور ربع النهائي. في الدور قبل النهائي ، خسر الفريق الإيراني أمام كوريا الجنوبية بنتيجة 192-186 لكنه تفوق على فريق إيطاليا وكانت النتيجة 188-184 وحصلت نعمتي على الميدالية الثانية في مباراة الميدالية البرونزية.
في بطولة العالم للرماية بالسهام لعام 2013 التي أقيمت في بانكوك - تايلاند ، فازت  نعمتي بالميدالية الذهبية في مباريات للنساء  وميدالية برونزية في فريق السيدات. 
في عام 2015 ، دخلت نعمتي التاريخ من خلال تأهلها للمشاركة في أولمبياد الصيف لعام 2016 كما أنها شاركت  في الألعاب الأولمبية الصيفية لذوي الاحتياجات الخاصة  لعام 2016 التي أقيمت في ريو دي جانيرو- البرازيل. تأهلت للأولمبياد وحصلت على المرتبة الثانية في فئة النساء عام 2015 ببطولة الرماية في آسيا في بانكوك.من ثم فازت بالميدالية الذهبية في بطولة الرماية لذوي الاحتياجات الخاصة مما أهّلها للمشاركة في الألعاب البارالمبية سنة 2015.وهي أول رامية سهام تتأهل للفئتين بنفس السنة منذ أن قامت بذلك الإيطالية باولا فنتاتو سنة 1996. 
في يناير من سنة 2016 تم اختيار نعمتي لتكون حاملة علم المنتخب الإيراني خلال موكب الأمم في حفل افتتاح دورة الألعاب الأولمبية الصيفية 2016. 
فازت نعمتي في المباراة في دورة الألعاب الأولمبية الصيفية 2016. احتلت المرتبة 49 في جولة التصنيف بنتيجة 609 نقاط. هُزمت من قبل الروسية إينا ستيبانوفا في الجولة الـ 32. وانتهت المباراة بإحتلال نعمتي المركز 33.

## روابط خارجية
- زهرة نعمتي على موقع الاتحاد الدولي للرماية بالسهام (الإنجليزية)
- زهرة نعمتي على موقع Paralympic.org (الإنجليزية)
- زهرة نعمتي على موقع IPC.InfostradaSports.com (مؤرشف) (الإنجليزية)
- زهرة نعمتي على موقع أوليمبيديا (الإنجليزية)